# Nationalmuseum Aden
Das Nationalmuseum (arabisch المتحف الوطني, DMG al-Matḥaf al-waṭanī) ist ein archäologisches Museum in der jemenitischen Stadt Aden. Es ist eines der größten Museen des Landes und beherbergt über fünfhundert Funde aus dem südarabischen Raum.

## Geschichte
Das Museum wurde 1966 gegründet, als sich Aden als Staat der Südarabischen Föderation noch unter britischem Protektorat befand. Es wurde in einem im Kolonialstil gebauten Palastgebäude im „Krater“ von Aden untergebracht, das als Regierungssitz des Sultanats von Lahidsch errichtet wurde.
Während des Bürgerkriegs im Jemen 1994 kam es zu Plünderungen, bei denen ein Teil der Sammlung verloren ging.
Während der Militärintervention im Jemen seit 2015 wurde das dritte Geschoss des Nationalmuseums nach Medienangaben ganz oder teilweise zerstört.

## Exponate

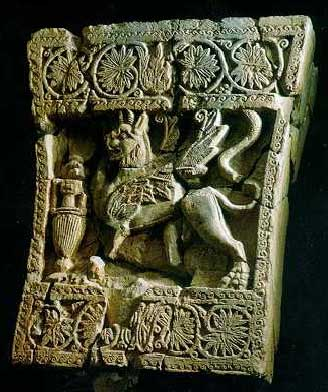
Kapitell aus dem Palast von Schabwat, um 250 n. Chr. (Aden NAM 1218)

Das Museum beherbergt den größten Teil der Sammlung des indischen Händlers Kaiky Muncherjee, der am Anfang des 20. Jahrhunderts eine große Anzahl südarabischer Artefakte zusammentrug. Schwerpunkte der Sammlung sind Funde aus den Königreichen Qataban, Ausan und Hadramaut, vor allem Statuen, Alabasterstelen und Rauchgefäße. Daneben beherbergt es zahlreiche mit Inschriften versehene Statuenbasen aus dem sabäischen Tempel Awwam, die dem sabäischen Reichgott Almaqah gewidmet sind, und eine Abteilung für Bronzen.
Neben der altsüdarabischen Sammlung bietet das Museum Raum für eine kleinere Sammlung Islamischer Kunst und für ethnographische Exponate.
2008–2009 wurden die inschriftlichen Zeugnisse des Museums im Rahmen des CASIS-Projekts erschlossen und publiziert.